# Síndrome de Mowat-Wilson
El síndrome de Mowat Wilson  es una enfermedad genética rara que fue descrita clínicamente por los doctores D. R. Mowat y Dr. M. J. Wilson en 1998.

## Presentación
El trastorno se caracteriza por varios defectos sobre la salud, como la enfermedad de Hirschsprung, retraso mental, epilepsia, retraso en el crecimiento y en el desarrollo motor, enfermedad congénita del corazón, anomalías genitourinarias y ausencia del cuerpo calloso. Algunas características físicas son microcefalia, barbilla estrecha, orejas en forma de copa con lóbulos prominentes, ojos con un asentamiento profundo y ancho, boca abierta, tabique nasal ancho y prolabio.

## Causas
El trastorno es una enfermedad de herencia autosómico dominante a consecuencia de mutaciones o deleciones de novo del gen ZFHX1B (SMADIP1) en el cromosoma 2q22. No obstante, algunos de los afectados por la enfermedad no presentan las anormalidades que hoy en día se pueden detectar en este gen.

## Prognosis
No existe cura para este síndrome. El tratamiento es sintomático y de soporte.